# Krišjāņa Barona iela

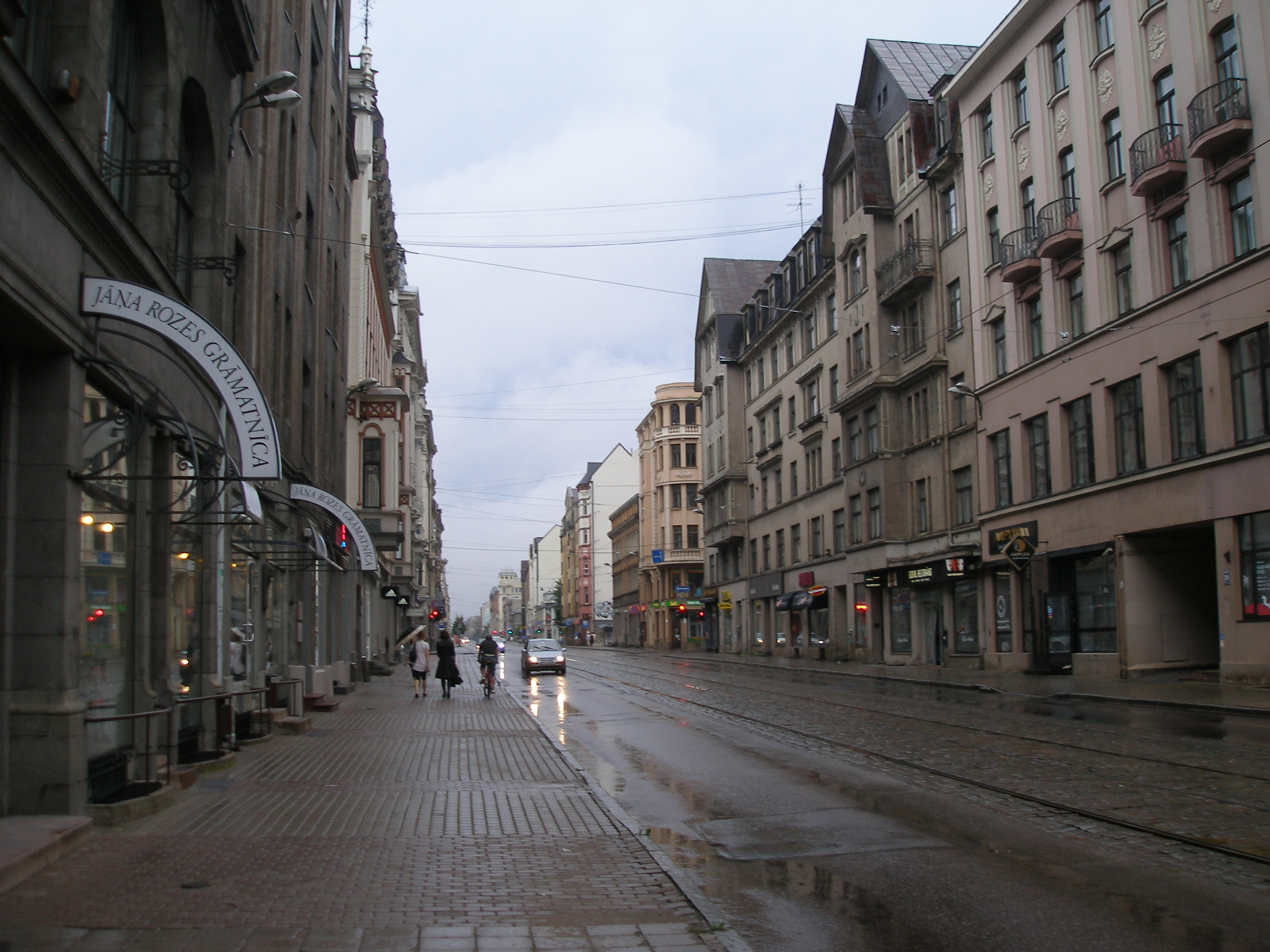

Krišjāņa Barona iela – ulica w centralnej części Rygi, której patronem jest łotewski pisarz Krišjānis Barons. 
Jest to kontynuacja położonej na Starym Mieście Audēju iela, rozpoczynająca się na Aspazijas bulvāris, przecinająca kanał miejski i Raina bulvāris. Dalej ulica biegnie równolegle do głównej arterii miasta - Brīvības iela - z którą ostatecznie się łączy. Długość całkowita ulicy wynosi 3190 m.   

## Historia
Ulica została wytyczona w 1858 r. w ramach generalnej przebudowy Rygi, podczas której zlikwidowano dawną ryską twierdzę i rozebrano umocnienia. Połączyła wewnętrzne (stare) miasto i Przedmieście Petersburskie, tworząc kontynuację ulicy Tkackiej na obszarze ryskiego pierścienia bulwarowego.  
Pierwsza nazwa ulicy upamiętniała generał-gubernatora Kraju Nadbałtyckiego Aleksandra Suworowa, który w Rydze koordynował rozbiórkę fortyfikacji i wytyczenie pierścienia bulwarów. Suworowa upamiętniono w ten sposób jeszcze za jego życia.  
Swoją obecną nazwę, upamiętniającą jednego z prekursorów ruchu młodołotyszy, pisarza i folklorysty Krišjānisa Baronsa, ulica otrzymała w 1923 r. Barons zmarł w tym samym roku w swoim mieszkaniu w kamienicy pod nr 3 na tejże ulicy. Mieszkanie zaadaptowano na muzeum jego pamięci.  

## Zabudowa

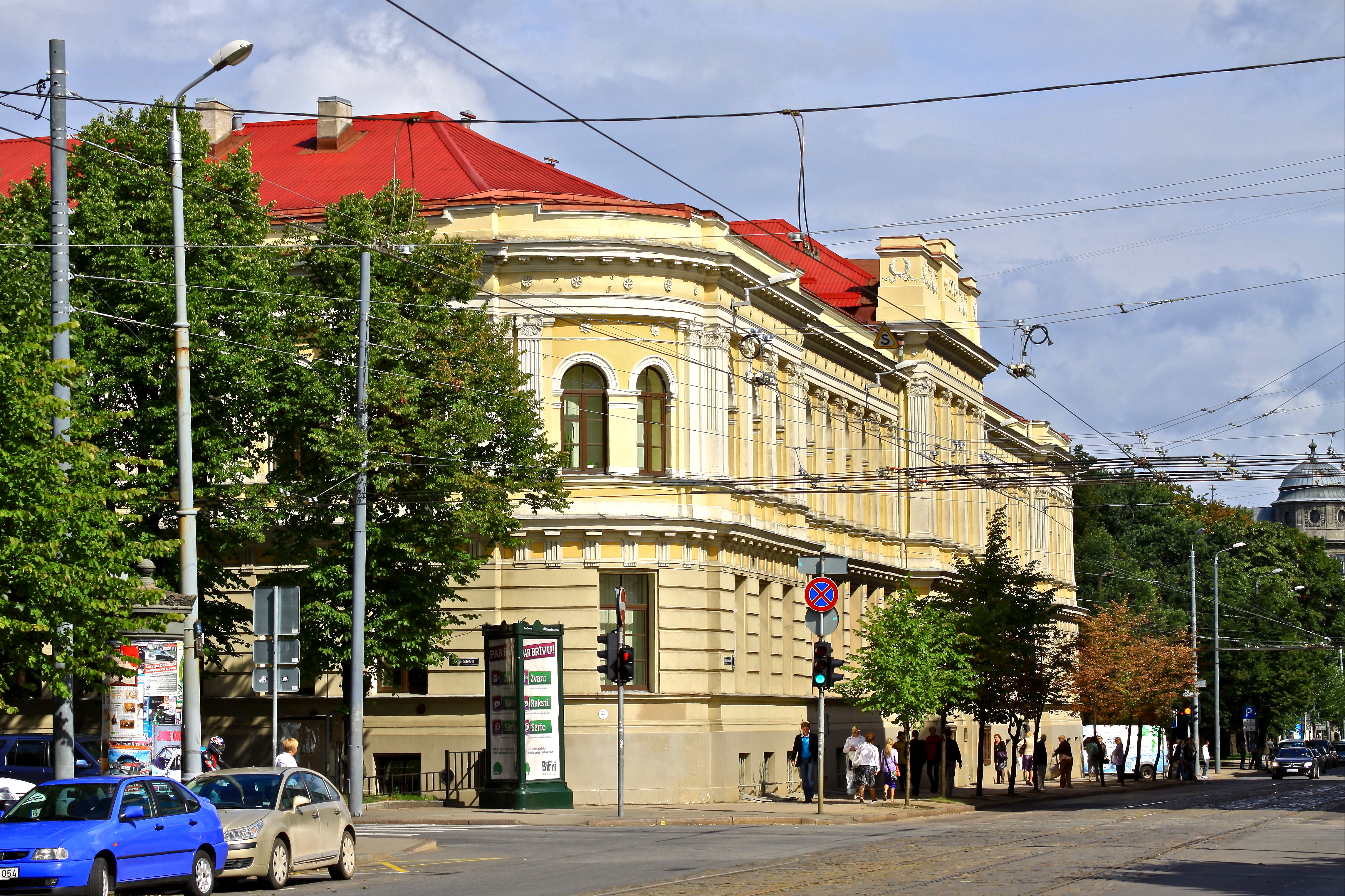
Budynek Łotewskiej Akademii Muzycznej

W południowej części ulicy (do skrzyżowania z Elizabetes iela) w zabudowie ulicy dominują reprezentacyjne budynki  w eklektycznym stylu, wyrażającym preferencje najbogatszej warstwy ludności miejskiej drugiej połowy XIX wieku. Dalej dominują kamienice reprezentujące romantyczny styl narodowy, zaprojektowane przez przedstawicieli łotewskiej szkoły architektonicznej, z elementami nawiązującymi do sztuki ludowej. Architektura tej części ulicy kształtowała się na początku XX wieku, kiedy stare dwupiętrowe drewniane domy zostały zastąpione nowymi wielopiętrowymi kamiennymi budynkami zgodnie z nowymi zasadami rozwoju urbanistycznego. Drewniane domy w tej części ulicy zostały zbudowane przed 1885 r., kiedy nowe przepisy wydane przez gubernialną inspekcję budowlaną zakazały ich wznoszenia. 
Przy ulicy znajduje się 30 domów mieszkalnych wpisanych do rejestru zabytków. 
Pod nr 1 znajduje się siedziba Łotewskiej Akademii Muzycznej (proj. Jānis Frīdrihs Baumanis, 1873–1874).

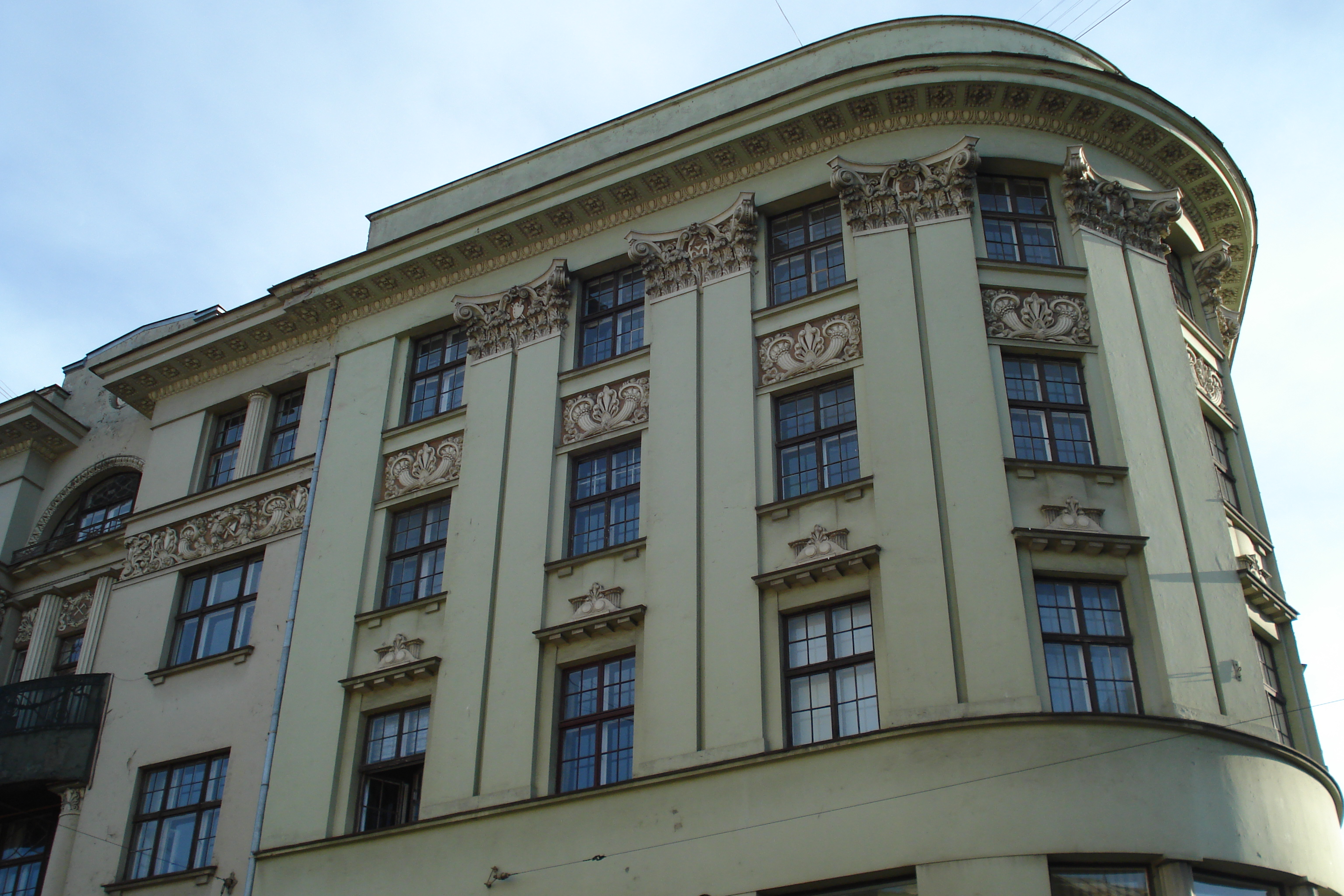
Dawny budynek Łotewskiej Biblioteki Narodowej

Pod nr 4 swoją siedzibę ma Muzeum Przyrody Łotwy, założone w 1846 r.
Pod nr 12 znajduje się XIX-wieczna rezydencja rodziny Pfabów, następnie należąca do Antona i Emiliji Benjaminów. W ZSRR miały tam swoją siedzibę Związek Pisarzy Łotewskiej SRR, Związek Kompozytorów Łotewskiej SRR i Związek Artystów Łotewskiej SRR. 
Pod nr 14 do 2014 r. znajdowała się Biblioteka Narodowa Łotwy.
W budynku pod nr 16/18 swoją siedzibę ma Teatr Lalek.
Pod nr 126 znajduje się prawosławny żeński monaster Trójcy Świętej i św. Sergiusza z Radoneża z soborem Trójcy Świętej.
Pod nr 130 znajdowały się zakłady elektromechaniczne Radiotechnika.
Pod nr 75 znajdował się Ryski Pałac Sportu, wzniesiony w 1970 r., w 2008 r. rozebrany.